# Mycale bamfieldensis
Mycale bamfieldensis är en svampdjursart som beskrevs av Henry M. Reiswig och Kaiser 1989. Mycale bamfieldensis ingår i släktet Mycale och familjen Mycalidae. Inga underarter finns listade i Catalogue of Life.